# Ring-Düngerling
Der Ring-Düngerling (Panaeolus semiovatus, syn. Panaeolus fimiputris, Anellaria semiovata), auch Beringter Düngerling, ist eine Pilzart aus der Familie der Mistpilzverwandten (Bolbitiaceae).

## Merkmale

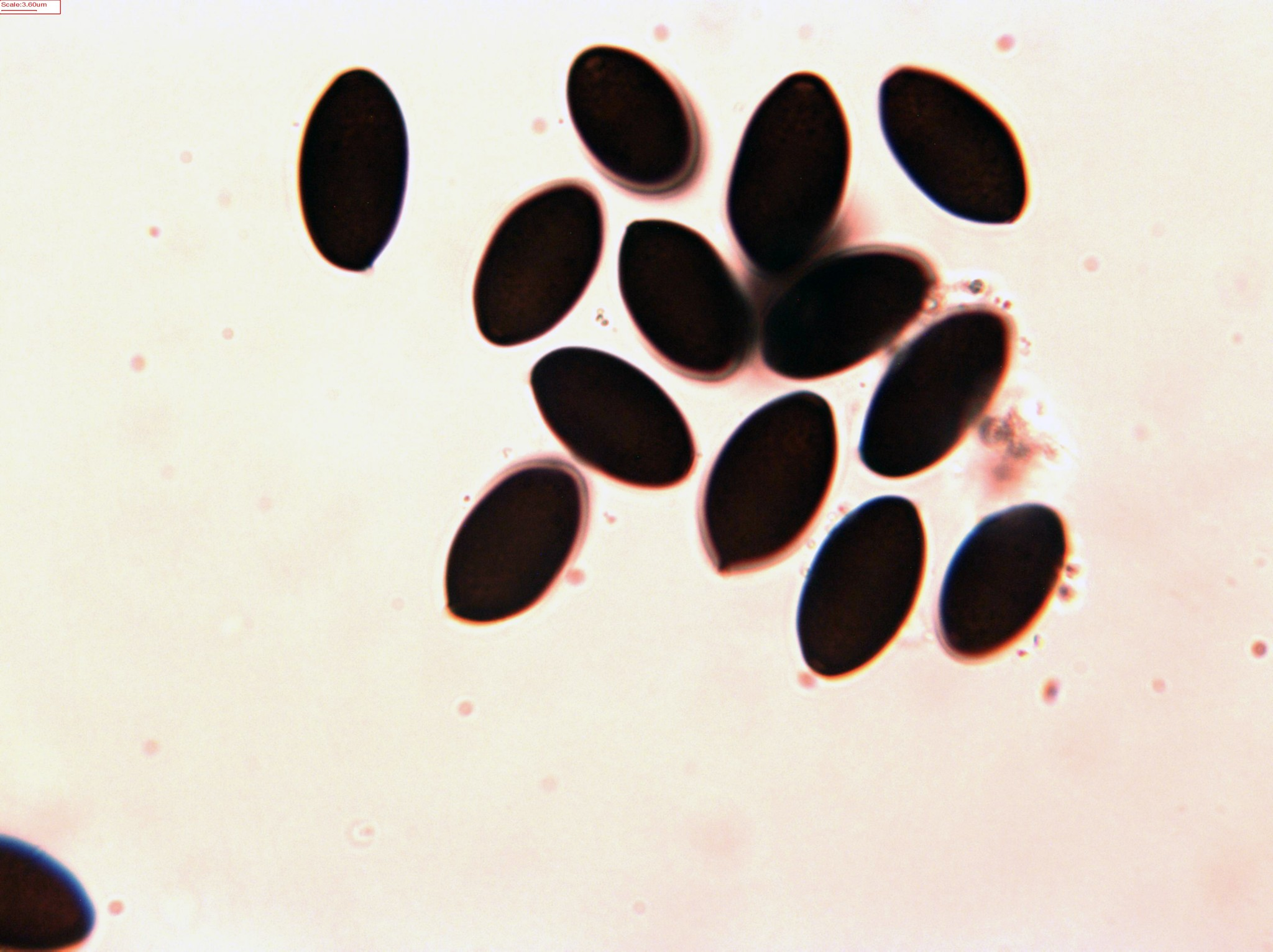
Die Sporen des Ring-Düngerlings unter dem Mikroskop

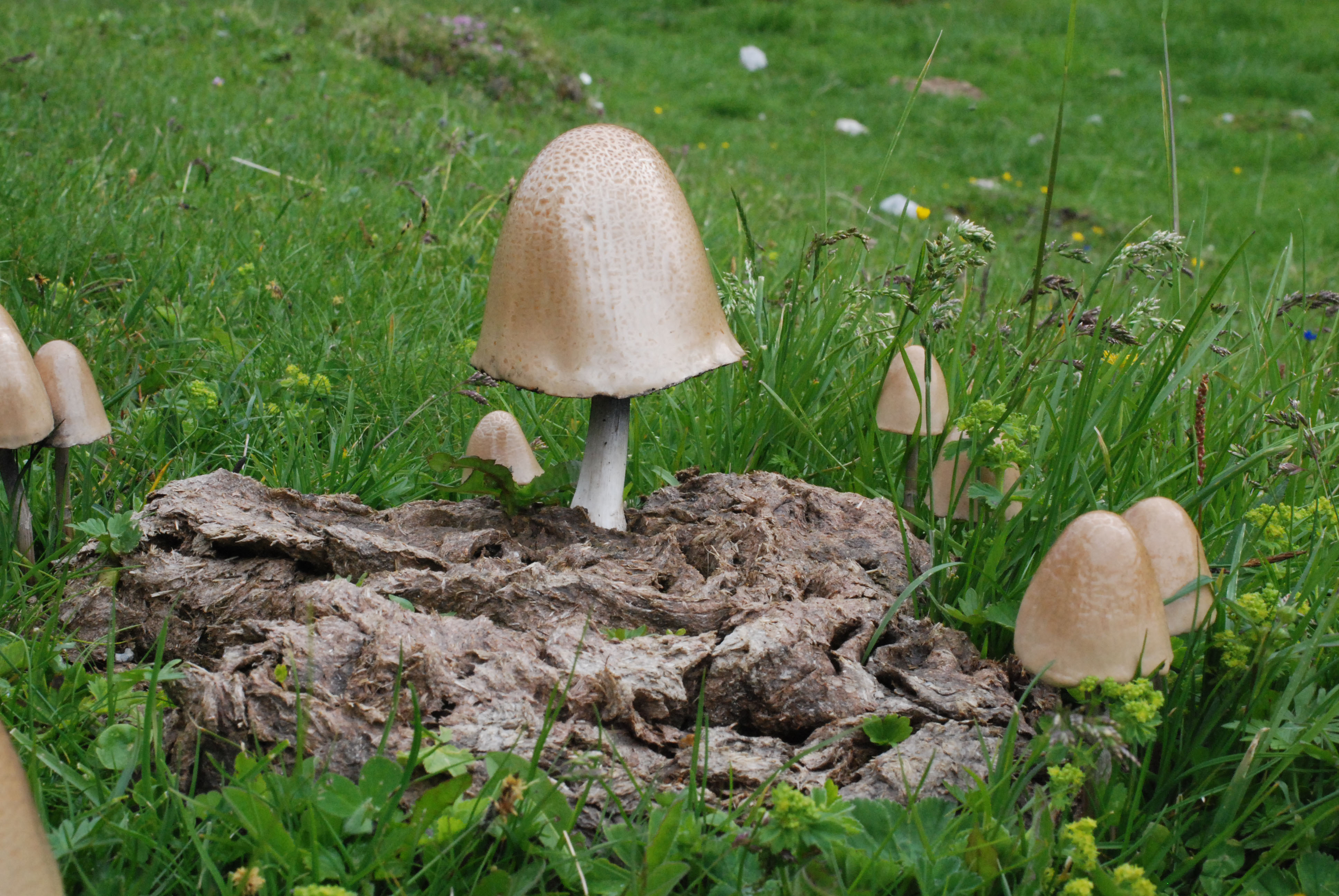
Ring-Düngerlinge auf einem Kuhfladen am Bergsattel Erlacher-Bock-Scharte in Kärnten, Österreich

Der 2–6 cm große, glockige Hut ist weißlich bis cremeocker gefärbt; jung ist er schmierig, trocken glänzt er und platzt rissig in kleinen Feldern auf. Der Geruch ist aromatisch, der Geschmack schwach pilzig. Der 5–15 cm lange Stiel hat dieselbe Farbe wie der Hut; er ist hohl und zur Basis manchmal verdickt. Der Ring ist bisweilen mit Velumresten gezont; ausnahmsweise kann er auch am Hutrand haften bleiben. 
Die Lamellen sind schmal angeheftet bis frei, bei jungen Exemplaren blass, später schwärzlich und fleckig-marmoriert. Die Lamellenschneiden sind weißlich und bestehen aus Cheilozystiden, die unter dem Mikroskop flaschenförmig und dickhalsig aussehen. Das Sporenpulver ist schwarz; mikroskopisch sind die Sporen relativ groß (16–24 × 9,5–13 μm), glatt, abgeplattet und mandelförmig-ellipsoid.

## Ökologie und Phänologie
Der Ring-Düngerling ist dungliebend (koprophil) und erscheint von Mai bis November auf gedüngten Wiesen, insbesondere auf Mist und Kuhfladen. Er ist vor allem im subalpinen Bereich anzutreffen, dagegen ist er in tieferen Lagen selten, um in der planaren Tiefebene in Meernähe wieder häufiger zu werden. Er ist nicht nur in Europa, sondern auch in Nordamerika verbreitet; auf den anderen Kontinenten ist er selten.

## Bedeutung
Der Ring-Düngerling ist ungenießbar. Ihm wurde nachgesagt, teilweise psychoaktive Substanzen zu enthalten, doch konnte bislang noch kein Psilocybin nachgewiesen werden. Sicher psilocybinhaltig sind vor allem der in den Tropen vorkommende Blauende Düngerling (Panaeolus cyanescens) und der in Mitteleuropa heimische, schwach wirksame Dunkelrandige Düngerling (Panaeolus cinctulus).

## Artabgrenzung
Der Ring-Düngerling unterscheidet sich von anderen, äußerlich teils ähnlichen Düngerlingen wie z. B. dem Großen Düngerling (Panaeolus semiovatus var. phalenarum) dadurch, dass diesen Arten der Ring fehlt. Auch eine Verwechslung mit beringten Träuschlingen wie dem ebenfalls dungliebenden Halbkugeligen Träuschling (Protostropharia semiglobata) wäre denkbar, doch haben die Träuschlingsarten einen flacheren, weniger parabolischen Hut.

## Systematik
Der Pilz wurde 1798 von James Sowerby Agaricus semiovatus benannt und 1938 von Seth Lundell und John Axel Nannfeldt in die Gattung Panaeolus eingeordnet. 1948 stellten ihn Arthur Anselm Pierson und Richard William George Dennis wegen des ringförmigen Teil-Velums in die Gattung Anellaria (von lat. anellus „kleiner Ring“), die jedoch mittlerweile aufgegeben ist.

## Etymologie
Das Art-Epitheton semiovatus (von lat. semi „halb“ und ovum „Ei“) bedeutet „halbeiförmig, semioval“ mit Bezug auf die Hutform. 